# Shaver Lake (Californië)
Shaver Lake is een plaats in Fresno County in Californië in de VS.

## Geografie
Shaver Lake bevindt zich op 37°6′4″Noord, 119°18′59″West. De totale oppervlakte bedraagt 89,8 km² (34,7 mi²) waarvan 83,8 km² (32,3 mijl²) land is en 6,0 km² (2,3 mijl²) of 6.72% water is.

## Demografie
Volgens de census van 2000 bedroeg de bevolkingsdichtheid 8,4/km² (21,8/mijl²) en bedroeg het totale bevolkingsaantal 705 als volgt onderverdeeld naar etniciteit:
- 97,16% blanken
- 0,43% inheemse Amerikanen
- 0,28% Aziaten
- 1,42% andere
- 0,71% twee of meer rassen
- 6,52% Spaans of Latino

Er waren 303 gezinnen en 229 families in Shaver Lake. De gemiddelde gezinsgrootte bedroeg 2,33.

## Plaatsen in de nabije omgeving
De onderstaande figuur toont nabijgelegen plaatsen in een straal van 48 km rond Shaver Lake.